# 教学设计
教學設計 (英語：Instructional design，縮寫作ID)，或稱教學系統設計 (英語：instructional systems design，縮寫作 ISD)，是一種以一致和可靠的方式系統地設計、開發和提供教學材料和體驗的實踐，以實現有效率的、有效能的、吸引人且引人入勝而鼓舞人心的知識獲取。 該過程大致包括確定學習者的狀態和需求，確定教學的最終目標，並創建一些“干預”以幫助過渡。 該指令的結果可能是直接可觀察和科學測量的，也可能是完全隱藏和假設的。 有許多教學設計模型，但許多都是基於 ADDIE 模型，分為五個階段：分析、設計、開發、實施和評估。
教學設計闡釋了學習環境和學習材料的系統規劃、過程和評估。 目的是創造適合提升技能的環境條件。 在設計說明時，結合了各種課程概念和培訓的模型。 與一般意義上的教學等不同，這裡的教學是指任何系統的環境條件安排，甚至使用多種媒體，適合提升能力。 該程序基於認知心理學原理，其證據以有針對性的方式進行經驗驗證，並在必要時進行調整。
羅伯特·加涅（Robert M. Gagné）被認為是 ISD 的創始人之一，因為他的著作《學習的條件》對該學科產生了巨大影響。

## 历史
教学设计的诞生归功于第二次世界大战，当时美国需要快速培训大批人员完成复杂的技术任务，征召了大批教育心理学家(其中包括加涅，Leslie Briggs，Robert Merril)去培训军人。战后，这些教育心理学家完成了包括一系列创新的分析、设计和评估程序在内的比较正式的教学系统。在商业和工业训练中首先采纳了战争期间成功的训练模式，后来又被引入中小学课堂。

## 有影响的研究者和理论家
- 斯金纳 - 行为主义 - 1940s-程序教学
- 布卢姆 - 认知、情感和心因动作技能分类学 - 1955
- 马杰 - 教学目标的ABCD模式 - 1962
- 皮亚杰 - 认知发展 - 1960s
- 西摩尔·派普特 - Logo程序语言 - 1970s
- 加涅 - 教学过程九阶段  - 1970s
- 布鲁纳 - 结构主义 (教育学)
- 迪克—凯瑞教学系统设计模型 - 1978
- M. David Merrill和Charles Reigeluth - Elaboration 理论/Component Display Theory / PEAnets - 1980s
- Robert Heinich, Michael Molenda, James Russell - 教学媒介和新的教学技术3rd ed. - 教育技术 - 1989
- Roger Schank - 结构主义 simulations - 1990s
- David Jonassen - Cognitivist 问题解决策略 - 1990s

## 教学设计模型
最流行的教学模式可能是ADDIE 模型，该模型包括:  
- 分析（Analysis） - 分析学习者特征和学习任务；
- 设计（Design） - 确定学习目标，选择教学途径
- 开发（Development） - 准备教学或训练材料
- 执行（Implementation） - 讲授或分配教学材料
- 评估（Evaluation）- 确信达到预定目标

教学理论在教学材料设计中扮演重要角色。行为主义、结构主义、社会学习理论和认知主义 (心理学)等理论帮助形成和解释教学结果。